# 소권 (지리학)
소권(小圈, small circle)은 대권과 평행한 수많은 원 중 대권을 제외한 것을 말한다. 극권과 거등권이 소권에 해당된다.